# Casistica (teologia)
La casistica o casuistica è genericamente l'approccio di coloro che in ogni ambito di conoscenza analizzano casi reali o ipotetici per definire un sistema morale di regole di comportamento valide per ciascuno di essi.
La casistica nell'ambito del pensiero teologico cattolico è una specifica branca della teologia morale che esamina i casi di coscienza, ossia quelle situazioni in cui nasce un conflitto tra ciò che detta la propria coscienza e ciò che prescrive una norma morale.

## Applicazione
La casistica non è necessariamente un'etica della situazione, qualora non abbia lo scopo di prescrivere di volta in volta quali comportamenti siano da considerare leciti a proposito di un caso singolo, ma se, al contrario, intraprenda un approccio sistematico, proponendosi di identificare casi tipici di dilemma morale, di analizzarli alla luce dei dettami della rivelazione e di ricavarne indicazioni di carattere generale applicabili a un'intera categoria di casi analoghi.
Oltre a indicare il comportamento corretto per una data fattispecie, la casistica si propone anche di indicare le norme morali da rispettare e il grado di colpa eventualmente commesso.
La casistica nella sua applicazione meno rigida si risolveva in un approccio misericordioso verso le debolezze umane, che riconduceva le singole azioni peccaminose a un complesso predeterminato e precodificato di casi, le classificava e le valutava in modo tale da ridurre la colpa e la conseguente pena del peccatore.

## Sintesi storica
La casistica nasce nel Cristianesimo medioevale con l'evoluzione della disciplina penitenziale e del diritto canonico. La prima opera di casistica può essere considerata la Summa de casibus pœnitentialibus del XIII secolo, manuale di diritto canonico destinato ai confessori composto dal domenicano san Raimondo di Peñafort.
La casistica fu molto diffusa soprattutto durante la Controriforma, specialmente fra i Gesuiti. Famosi casuisti si registrano anche fra le file dei domenicani e dei francescani, ma fu soprattutto la Compagnia di Gesù ad aver favorito una "morale rilassata".
La casistica attirò le critiche del filosofo francese Blaise Pascal (1623-1662), che polemizzò contro i gesuiti nelle sue Lettere provinciali, scritte in difesa del giansenista Antoine Arnauld. La casistica fu condannata ufficialmente dalla Chiesa sia da papi che dal Sant'Uffizio (negli anni  1665, 1666 e 1679).
Con Sant'Alfonso Maria de' Liguori si ebbe un rinnovamento della casistica nella forma dell'equiprobabilismo e un ampliamento nel XIX secolo ad opera del Ballerini.
Anche presso i protestanti si diffusero nei secoli XVII e XVIII numerose opere in cui si trattava della soluzione di casi di coscienza come i Consigli teologici di Wittenberg e il Tesoro di consigli e decisioni.